# Семенков, Владимир Никанорович
Владимир Никанорович Семенков (1922—2002) — советский государственный деятель и учёный, доцент.

## Биография
Родился 30 июля 1922 года в Москве.
После окончания школы поступил в Саратовское танковое училище (ныне Саратовское высшее военное командно-инженерное училище ракетных войск и по его окончании получил звание лейтенанта. С 15 июня 1941 по 30 ноября 1944 года служил в Красной армии. На фронте Великой Отечественной войны воевал с февраля по 1 июля 1944 года, был командиром танкового взвода 3-го танкового полка 37-й механизированной бригады. В боях за освобождение Белоруссии был тяжело ранен, потерял левую руку, был демобилизован.
По выздоровлении после ранения, в 1945 году, Семенков поступил на кредитно-финансовый факультет МКЭИ, вошедший в сентябре 1946 года в Московский финансовый институт (МФИ, ныне Финансовый университет при Правительстве РФ). По окончании МФИ, в 1949 году, поступил в аспирантуру этого же вуза по кафедре «Политэкономия». В 1946—1949 годах был председателем профкома института. В феврале 1953 года в порядке перевода был направлен на работу в Министерство высшего и среднего специального образования СССР — в Главное управление преподавания общественных наук на должность старшего инспектора.
За 30 лет работы в министерстве Владимир Никанорович зарекомендовал себя высококвалифицированным специалистом, основательно знающим методику преподавания общественных наук, организацию научных исследований по политэкономии в вузах. В мае 1988 года он был переведен на работу во Всесоюзный заочный политехнический институт (ныне Московский государственный открытый университет имени В. С. Черномырдина) на должность доцента кафедры политической экономии и работал там до ухода на пенсию.
Был награждён орденами Отечественной войны 1-й степени, Красной Звезды и «Знак Почёта», а также многими медалями.
Умер 8 сентября 2002 года в Москве.
Его жена — Татьяна Георгиевна, тоже окончила аспирантуру МФИ, стала кандидатом экономических наук, доцентом, затем — доктором экономических наук, профессором. Является Заслуженным деятелем науки России.